# Piero Pieri
Piero Pieri (Sondrio, 20 agosto 1893 – Pecetto Torinese, 15 dicembre 1979) è stato uno storico italiano.

## Biografia
Nato da antica famiglia toscana, ha partecipato alla prima guerra mondiale arruolandosi come volontario nel battaglione degli alpini di Belluno, e mettendosi in luce al comando di un plotone della 77ª Compagnia, di stanza sul fronte dolomitico, e nello specifico di quello delle Tofane, tanto da essere insignito di due medaglie, una d'argento e una di bronzo, al valor militare. Dopo la guerra, insegnò storia alla Scuola militare Nunziatella, intorno agli anni 1922-1925.
Antifascista, a Torino operò clandestinamente nelle file del Partito d'Azione, partecipando anche alla Resistenza nelle valli di Lanzo. Arrestato con la moglie e i figli, fu processato dal Tribunale speciale, ma riuscì a salvarsi.
Dopo la Liberazione, e successivamente allo scioglimento del PdA, aderì al Partito radicale. Nel 1952 partecipò, in qualità di esperto militare al film di Piero Nelli La pattuglia sperduta.
Discepolo di Gaetano Salvemini, di cui seguì le lezioni alla Scuola Normale Superiore di Pisa, è annoverato fra i principali storiografi italiani della prima metà del Novecento e fra i maggiori (se non il più importante) esperti italiani di storia militare. Ha insegnato storia medievale e moderna nonché storia contemporanea all'Università degli Studi di Napoli Federico II fino al 1935, quando si è trasferito all'ateneo di Messina, per approdare infine  all'Università di Torino.
Nell'ambito storiografico, iniziando in particolare da studi eruditi su Niccolò Machiavelli e sulla storia di Firenze, è passato da ricerche in chiave politica ed economica a quelle prettamente di storia militare, innovando gli studi del settore in età contemporanea. Fra i suoi scritti più importanti , si segnalano le fortunate e più volte ristampate Storia illustrata del Risorgimento italiano (prima edizione con Vallardi nel 1931) e Storia militare del Risorgimento (edito per la prima volta da Einaudi nel 1962), nonché la biografia di Pietro Badoglio, uscita per Utet nel 1974 e riedita da Arnoldo Mondadori Editore nel 2002.
Ha inoltre curato, assieme ad altri autori, il secondo volume degli Scritti sul Risorgimento di Salvemini (edito da Feltrinelli nel 1963) e il quarto volume (Da Cavour alla fine della prima guerra mondiale) della collana «Storia d'Italia» della Utet, pubblicato nel 1960.

## Opere principali

### Biografie
- Niccolò Tommaseo, Tip. Zucchi, Milano 1942
- Giulio Cesare, Ed. Gheroni, Torino 1952.
- Federico II di Svevia, Ed. Gheroni, Torino 1954.
- Napoleone I, Ed. Gheroni, Torino 1955.
- Giuseppe Garibaldi, Ed. Gheroni, Torino 1961.
- Cesare Battisti nella Storia d'Italia, Temi, Trento 1965.
- Pietro Badoglio maresciallo d'Italia, con G. Rochat, Utet, Torino 1974; Collana Oscar Storia, Milano, Mondadori, 2002.

### Storia romana e medievale
- Roma, 3 voll., Perrella, Napoli 1933.
- La Storia di Messina nello sviluppo della sua vita comunale, D'Anna, Messina 1939.
- I Visconti e l'Italia del XIV secolo, ed. Gheroni, Torino 1952.
- Machiavelli e la Politica del suo tempo, Ed. Gheroni, Torino 1953.
- La crisi costituzionale romana dai Gracchi a Tiberio, Ed. Gheroni, Torino 1954.
- Genesi e sviluppo dell'imperialismo romano, Ed. Gheroni, Torino 1957.

### Storia militare
- La presa di Capri (4-17 ottobre 1808), con E. Simion, Ministero della Marina, Roma 1930.
- Storia illustrata del Risorgimento italiano, Vallardi, Milano 1931.
- La nostra guerra tra le Tofane, 1932; Venezia, Neri Pozza, 1968.
- La Crisi militare italiana nel Rinascimento: nelle sue relazioni colla crisi politica ed economica, Napoli, Ricciardi, 1934; nuova ed. riveduta e ampliata col titolo Il Rinascimento e la crisi militare italiana, Biblioteca di cultura storica n.45, Einaudi, Torino, 1952; II ed., Einaudi, 1970.
- La battaglia del Garigliano del 1503, pref. di P. Fedele, Tip. Proja, Roma 1938.
- La Prima Guerra Mondiale, 1914-1918. Problemi di storia militare, Torino, Gheroni, 1947; a cura di Giorgio Rochat, Gaspari.
- L'esercito piemontese e la campagna del 1849, Museo nazionale del Risorgimento italiano, Torino 1949.
- La guerra regia nella pianura padana, 1948.
- Guerra e politica negli scrittori italiani, Ricciardi, Napoli 1955.
- La Rivoluzione francese, ed. Gheroni, Torino 1959.
- Le forze armate nell'età della Destra, Giuffrè, Milano 1962.
- Storia militare del Risorgimento. Guerre e insurrezioni, Einaudi, Torino 1962.
- Storia della prima guerra mondiale, Eri, Torino 1965.
- L'Italia nella prima guerra mondiale (1915-1918), Einaudi, Torino 1965.